# St.-Romanus-Kirche (Hahausen)

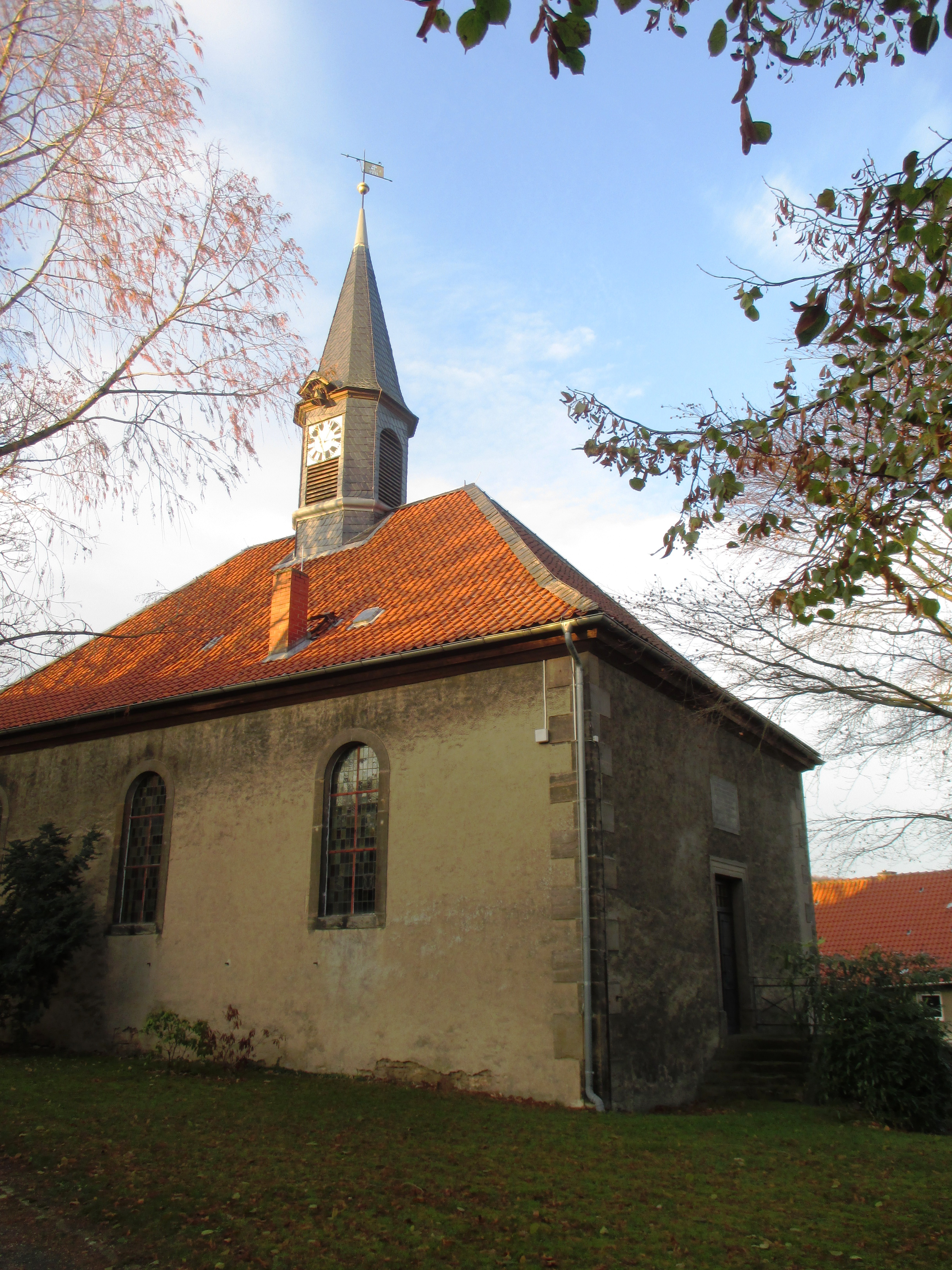
St.-Romanus-Kirche

Die St.-Romanus-Kirche ist eine evangelisch-lutherische Saalkirche mit Dachreiter im Ortsteil Hahausen der Stadt Langelsheim im Landkreis Goslar in Niedersachsen.

## Geschichte

### Vorgeschichte
Eine Kirche wurde in Hahausen erstmals im Jahr 1209 erwähnt. Zu dieser Zeit gehörte nahezu das gesamte Dorf zum Kloster Ringelheim. Bis zur Hildesheimer Stiftsfehde 1519–1523 änderte sich daran nichts. Danach ging Hahausen jedoch in den Besitz von Herzog Heinrich dem Jüngeren von Braunschweig-Lüneburg über. In dieser Zeit gehörte die Kirche zum Archidiakonat Seesen in der Diözese Hildesheim. Mönche des Klosters Ringelheim übernahmen die Aufgaben in Hahausen, das ab 1500 kirchlich eng mit dem Nachbardorf Bornhausen verbunden war.
1542 fand auch im Herzogtum Braunschweig-Lüneburg die Reformation durch den Schmalkaldischen Bund statt. Hahausen wurde zusammen mit Ortshausen ein Filial von Jerze. Doch bereits fünf Jahre später im Juli 1547 wurde auch Hahausen durch die Rückkehr Herzog Heinrichs nach Braunschweig-Lüneburg rekatholisiert. Erst 1568 wurde Hahausen als Teil des Fürstentums Braunschweig-Wolfenbüttel endgültig reformiert und ein Filial von Lutter am Barenberge. Seit spätestens 1571/72 existierte zeitweise keine nutzbare Kirche im Dorf. Die Instandsetzung der alten und baufälligen Kirche war nicht von langer Dauer, da sie im Dreißigjährigen Krieg 1618–1648 zerstört wurde. Die Folgezeit war zunächst von Armut geprägt, sodass in Hahausen bis ins 18. Jahrhundert hinein nur ein baufälliges Kirchengebäude bestand.

### Heutige Kirche

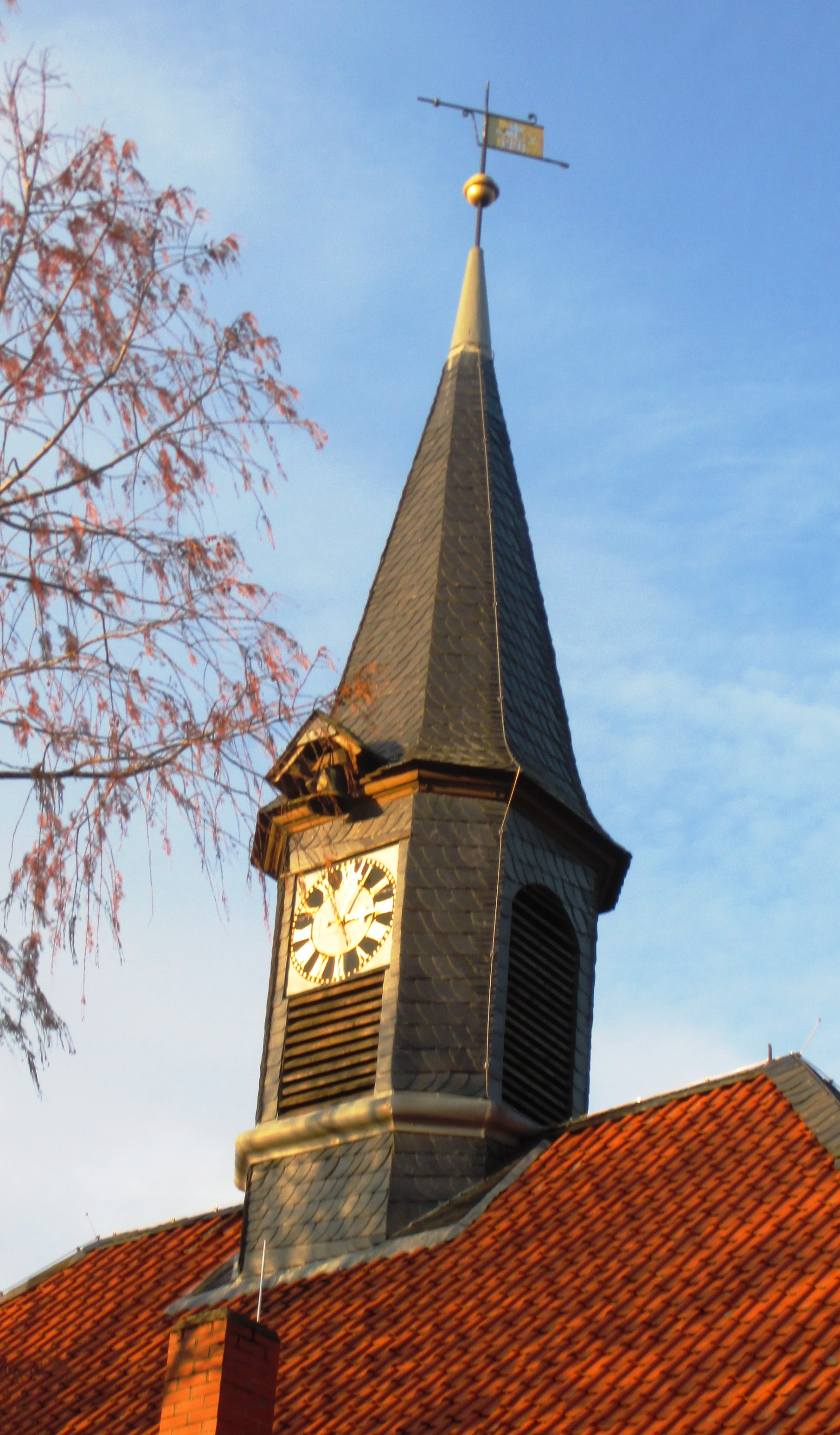
Dachreiter der St.-Romanus-Kirche mit Turmuhr

Ab Mitte desselben Jahrhunderts gab es immer wieder Pläne, eine neue Kirche zu errichten, die jedoch zunächst nicht verwirklicht wurden. 
1783 wurde durch die Hahäuser abermals ein Neubau der Kirche gefordert. So waren Gottesdienste in der Kirchenruine fast unmöglich geworden. In Schriftzeugnissen war die Rede von herabfallenden Holzbalken und Nässe. Im Jahr 1793 einigte man sich schließlich auf einen Neubau, der 1794 fertiggestellt und jeweils zum Teil von der Kirchengemeinde Hahausen und verschiedenen Kirchen im Fürstentum Braunschweig-Wolfenbüttel bezahlt wurde. 1807 schenkte Israel Jacobson ihr eine Orgel.
Schon 1827 erfolgten erste Reparaturen am Dach der Kirche. 1834 wurde die Kirchenuhr ebenfalls instand gesetzt und 1845 mussten Teile des Kirchturms erneuert werden. 1848 waren bereits umfassende Mauer-, Tischler- und Schlosserarbeiten an der erneut baufälligen Kirche erforderlich, die durch ein Darlehen finanziert werden sollten, aber erst 1850 umgesetzt wurden. Auch die Orgel soll stark beschädigt gewesen sein. 1892 wurde eine neue Turmuhr angeschafft; das Dach war erneut baufällig geworden. Im Frühjahr 1906 richtete ein Blitzeinschlag starke Schäden an und zerstörte die Orgel. Die Kirche wurde erneut einer umfassenden Reparatur unterzogen, mit Blitzableitern ausgestattet und die Orgel ersetzt. 
Bis zum Beginn des Ersten Weltkriegs wurde im Kirchturm eine romanische Eichenholzfigur des Namenspatrons Romanus aus der Mitte des 13. Jahrhunderts aufbewahrt. Danach wurde sie ins Braunschweigische Landesmuseum überführt. Nach einem Diebstahl 1973 konnte sie nicht wieder aufgefunden werden.
Durch die Trennung von Staat und Kirche nach dem Ersten Weltkrieg war auch der Pfarrer in Hahausen nicht mehr für die Schulaufsicht zuständig. In dieser Zeit entstand an der Kirche ein Kriegerdenkmal wie auch später nach dem Zweiten Weltkrieg. 1954 und 1957 wurden erneut kleinere Baumaßnahmen und Malerarbeiten durchgeführt.
Heute gehört die evangelisch-lutherische Gemeinde zur Propstei Gandersheim-Seesen. Seit 1951 gehört auch Nauen zur Pfarrgemeinde in Hahausen.